# Ernst Zindel
Ernst Zindel, né le 23 janvier 1897 à Mistelbach, District de Haute-Franconie, en Bavière, et mort le 10 octobre 1978 à Bad Homburg vor der Höhe (Hesse), était un ingénieur aéronautique allemand. Il est connu comme concepteur chez Junkers de plusieurs avions de transport. Sa création la plus célèbre est le Junkers Ju 52, qui fut construit à plusieurs milliers d’exemplaires, et utilisé durant toute la Seconde Guerre mondiale et encore longtemps après.